# Rozgrywki regionalne w Grecji w piłce nożnej (1923/1924)
Rozgrywki regionalne (1923/1924) były 3. edycją piłkarskich rozgrywek regionalnych w Grecji. Zmagania toczyły się niezależnie w kilku regionach tego kraju. Ich celem było wyłonienie nieoficjalnego mistrza Grecji, którego jednak nie udało się wyłonić. Najpopularniejsze rozgrywki odbywały się wśród zespołów skupionych w okolicach Aten i Pireusu. 

## Mistrzostwa Aten i Pireusu
Oryginalna nazwa tych rozgrywek to Enosi Podosferikon Somation Athinon Pireos. Ich zwycięzcą został zespół APS Pireas, który zajął pierwsze miejsce uzyskując 19 pkt z bilansem bramkowym 57-4. 
Oprócz tej drużyny w rozgrywkach brało udział jeszcze 5 klubów:
- OF Pireas
- Panionios GSS
- Athinaikos Wironas
- Panathinaikos AO
- Neapoli AO
- Goudi Ateny
- Apollon Smyrnis

## Mistrzostwa Aten
Zwycięzcą rozgrywek został zespół Apollon Smyrnis. 

## Mistrzostwa Salonik
Zwycięzcą rozgrywek został zespół Aris FC. 
Oprócz tej drużyny w rozgrywkach brało udział jeszcze 5 klubów:
- Iraklis AS
- Megas Alexandros